# 文房四宝

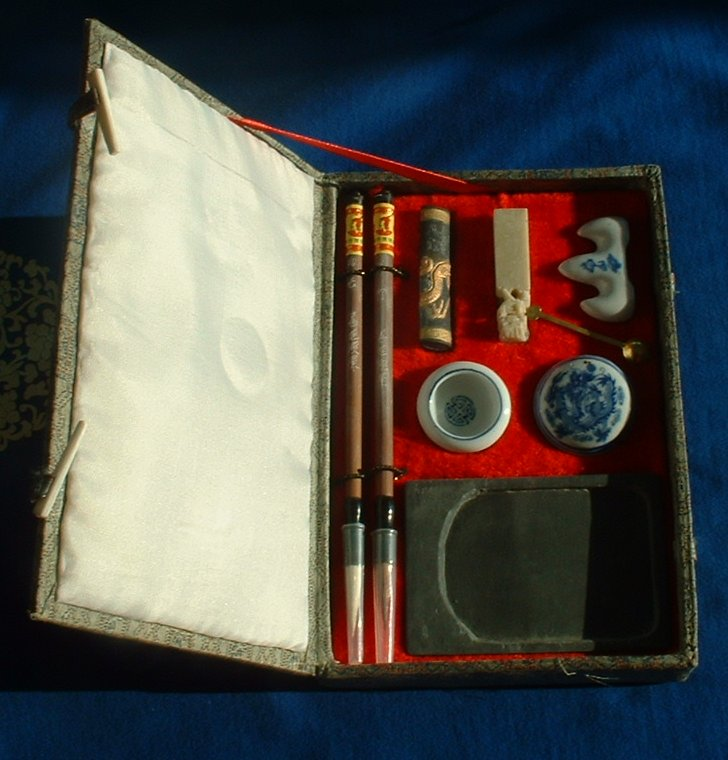
文房四宝

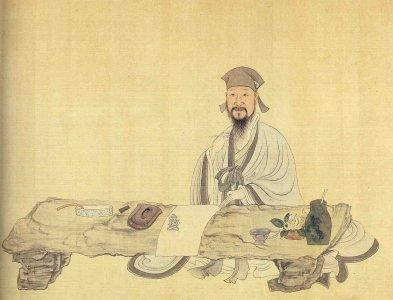
明代陈洪绶《南生鲁四乐图》中的文房四宝

文房四宝，是漢字文化圈傳統的文书工具，即筆、墨、纸、砚。源於中国，再傳播至日本列島、朝鮮半島、琉球群島和越南等地。
據史料所載，史前的彩陶、商周甲骨文上都可看到使用過類似毛筆、天然墨的痕迹，同時發掘到研墨的工具。
文房四宝之名，起源于南北朝时期（420年—589年），「文房」之名意指「國家典掌文翰之地」（相當於國家資料庫），因为中国古代文人要经常使用毛筆、墨、宣纸、砚台，它们是文人书房中必备的四件宝贝。
「文房四宝」在南唐时指宣州诸葛笔、徽州李廷珪墨、徽州澄心堂紙，徽州婺源龙尾砚。
自宋朝以来“文房四宝”指湖笔（浙江省湖州）、徽墨（安徽省徽州）、宣纸（安徽省宣州）、端砚（广东省肇庆，古称端州），它们不仅具有实用价值，也是融绘画、书法、雕刻、装饰等为一体的艺术品。

在使用文房四寶之餘，文人雅士還給它們取了人性化的名字。
| “                      | 磨潤色先生之腹，濡藏鋒都尉之頭，引書煤而黯黯，入文畝而休休。 | ” |
| ——唐代薛濤，〈四友讚〉 |                                                              |   |

詩中所歌詠的就是硯、筆、墨、紙。
古人還戲言：筆為管城侯毛元銳，墨為松滋侯石虛中，紙為好畤侯楮知白，硯為即墨侯易玄光，人稱四侯。

## 筆
「筆」是指以竹、木做筆管，黃鼠狼毛等製成筆頭的毛筆，一般相信是戰國時期秦國大將蒙恬所發明。

## 墨
「墨」的前身取自天然礦物，或燃燒的木炭等。到商代後期，人工「墨」出現。人工墨相信是取自植物焚燒後的煙垢，與膠性物質混合製成。1975年，於湖北雲夢睡虎地一個戰國至秦初墓穴中，出土一塊純黑色柱狀墨，是目前所見最早的人工墨實物。出土的還有石硯和石質研杵，為一組書寫用具，表明戰國後期已使用固體墨塊。這與《莊子》中「舐筆和墨」的記載相吻合。至宋朝時，徽州的徽墨更是名揚天下。

## 硯
「硯」是研墨的器具，相傳始於漢代。唐朝出現聞名天下的端硯，除了實用，還有收藏、觀賞的價值。

## 紙
「紙」的發明始於西漢，東漢時蔡倫改進了造紙術，讓紙成為中國古代「四大發明」之一。而書畫專用的宣紙則於隋唐誕生。